# Pole position

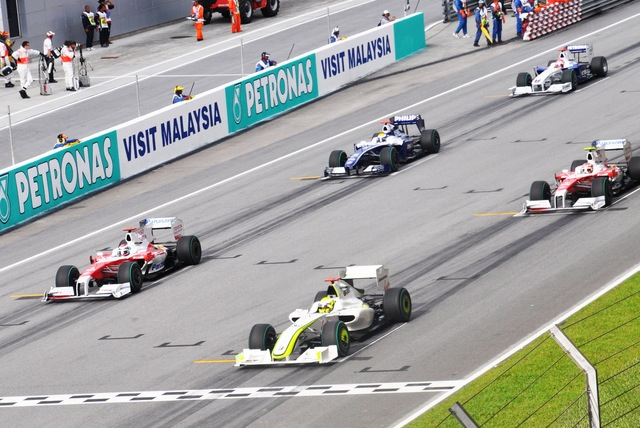
Jenson Button i den vitgula Brawn GP-bilen i pole position inför Malaysias Grand Prix 2009.

Pole position är en motorsportterm som innebär den första startpositionen på startgriden. Den föraren som startar från pole position och kallas ofta för polesitter. Vilken förare som får starta i pole position bestäms oftast av positionerna som förarna hade under kvalificeringen inför tävlingen, men i vissa mästerskap, oftast de som innehåller två lopp per tävlingshelg, är det vanligt att det är "omvänd startordning" på topp 8 eller 10 i ett av loppen, vilket betyder att det är den åttonde eller tionde snabbaste föraren i kvalificeringen eller föregående loppet som får starta i pole position.